# Mina Tander
Mina Tander (Colonia, 4 dicembre 1978) è un'attrice tedesca.

## Filmografia parziale
- Porky College 2: Sempre più duro, regia di Marc Rothermund (2000)
- Tödliche Wildnis – Sie waren jung und mussten sterben, regia di Jorgo Papavassiliou (2000)
- Squadra speciale Lipsia (2001) - televisione
- Squadra Speciale Colonia (2003) - televisione
- Tatort (2006) - televisione
- Der letzte Zeuge (2007) - televisione
- Doctor's Diary - Gli uomini sono la migliore medicina (Doctor's Diary - Männer sind die beste Medizin) (2007) - televisione
- Indovina chi sposa mia figlia! (Maria, ihm schmeckt's nicht!), regia di Neele Vollmar (2009)
- Zeiten ändern dich, regia di Uli Edel (2010)
- Squadra Speciale Cobra 11 (2010) - televisione
- Rocca cambia il mondo regia di Katja Benrath - film Tv (2019)
- Cassandra (2025) - televisione